# Кам'янка (Вознесенський район)
Ка́м'янка — село в Україні, у Єланецькій селищній громаді Вознесенського району Миколаївської області. Населення становить 238 осіб. До 2020 року орган місцевого самоврядування — Маложенівська сільська рада. Відстань до райцентру становить близько 9 км і проходить автошляхом Т 1510.

## Історія
У 1946 році указом ПВС УРСР село Аристархівка (Шпирове) перейменовано на Кам'янку.

## Населення

### Мова
Розподіл населення за рідною мовою за даними перепису 2001 року:
| Мова       | Кількість | Відсоток |
| ---------- | --------- | -------- |
| українська | 211       | 88.66%   |
| російська  | 12        | 5.04%    |
| вірменська | 9         | 3.78%    |
| румунська  | 6         | 2.52%    |
| Усього     | 238       | 100%     |